# Крушение на станции Обь
В ночь с 6 на 7 декабря 1946 года на станции Обь Томской железной дороги в Новосибирской области произошло крушение с участием двух поездов. Грузовой поезд проехал запрещающий сигнал и на большой скорости врезался в стоящий курьерский пассажирский, в результате чего последний был почти полностью уничтожен. По результатам рассмотрения причин катастрофы был проведён ряд работ по изменению условий труда железнодорожников и безопасности движения поездов.

## Хронология событий

### Предшествующие обстоятельства

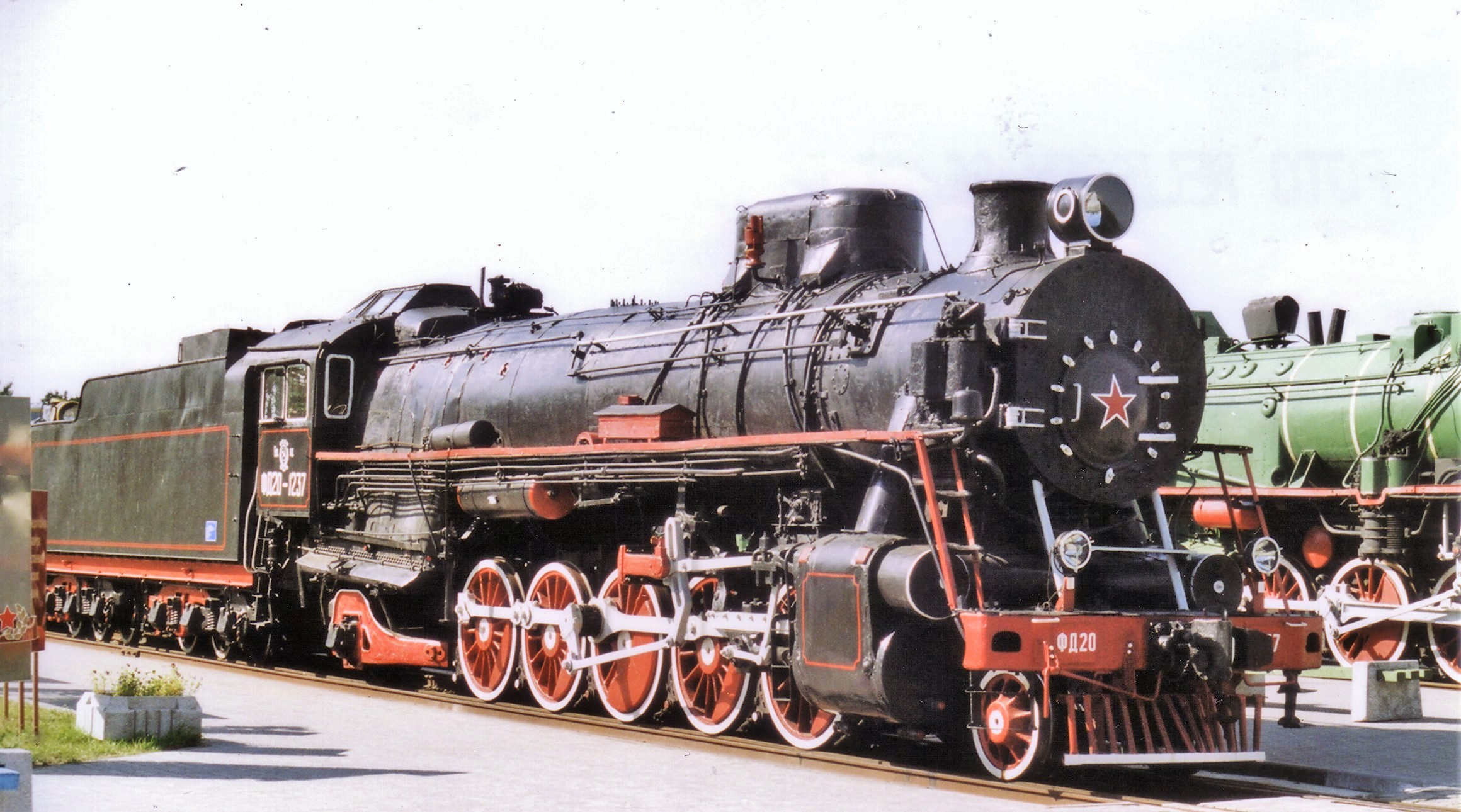
Паровоз ФД20

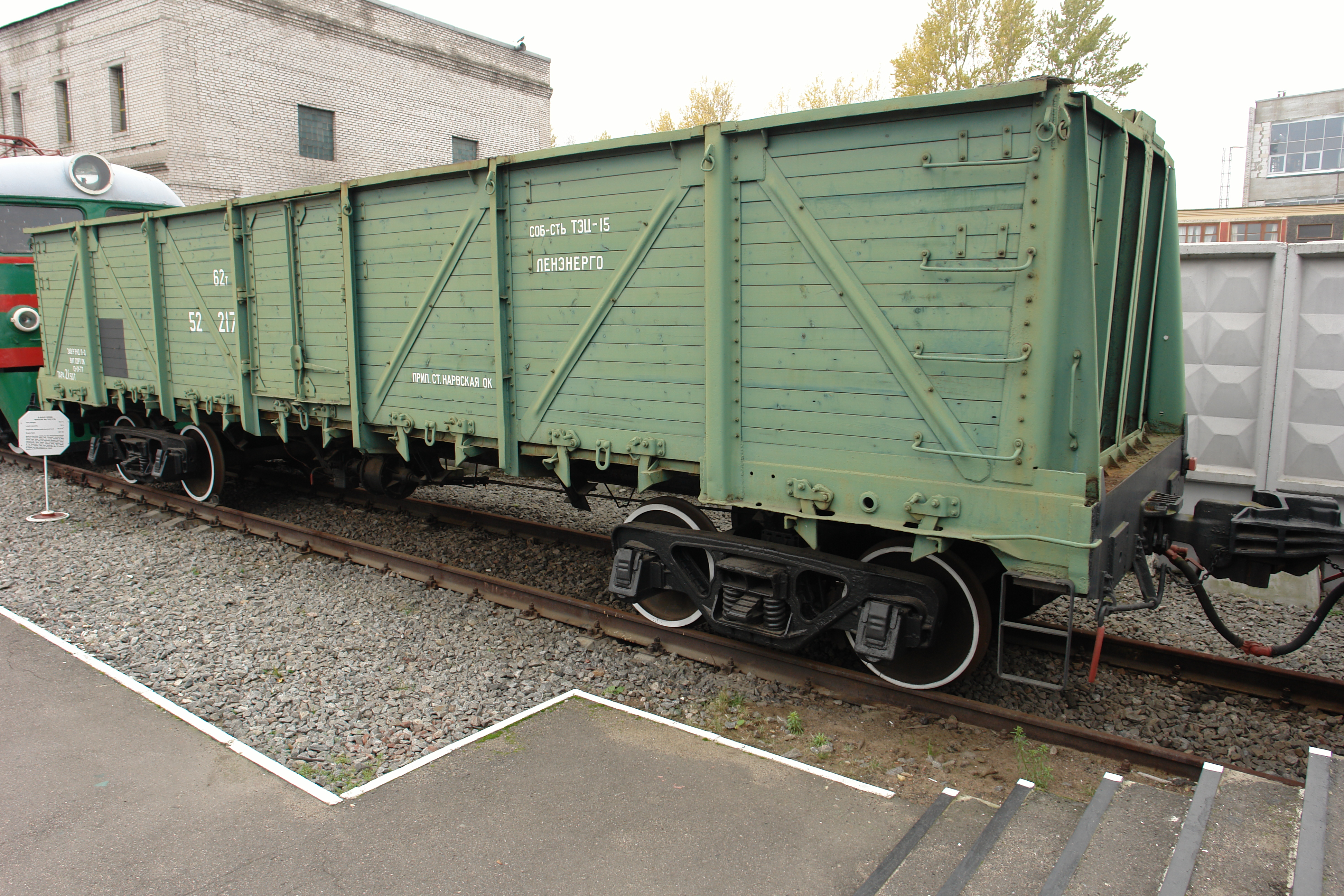
Полувагон 1940-х гг. выпуска

6 декабря в локомотивном депо Инская Томской железной дороги в 9 утра на работу заступила локомотивная бригада, состоящая из молодого машиниста Николая Скулкина, помощника Михаила Егорова и кочегара Владимира Наумова. Работать в тот день им предстояло на паровозе ФД20-1707 («Феликс Дзержинский», построен в 1937 году, общий вес 237 тонн). Далее, на станции Инская (тогда 30 км от Новосибирска) паровоз прицепили к составу, гружёному кузбасским углём, после чего поезд повели до станции Чулымская (около 130 км). По прибытии на станцию Чулымская бригаде поступило указание от дежурного по станции о скорейшей подготовке локомотива к обратному рейсу для обеспечения доставки в Кузбасс порожнего грузового состава, так как других свободных паровозов на станции в тот момент не было. Паровоз был полностью заправлен водой и углём, а его топка была очищена от шлаков, что заняло значительное время. Далее бригада прицепила ФД20-1707 к составу из порожних грузовых вагонов и отправилась обратно в сторону Новосибирска. К тому времени уже наступил вечер, а бригада фактически работала без отдыха.
Из-за большого числа поездов на участке данный грузовой поезд ехал относительно медленно. За ним следом ехал международный курьерский поезд № 6. Он ехал от станции Негорелое, что на границе с Польшей, через Минск, Москву и Омск до станции Маньчжурия, что находилась в Китае. Среди его пассажиров было несколько дипломатов, которые направлялись из Европы в Китай и Японию. Его пассажирские вагоны были фирменными, с четырёх- и двухместными купе. От Барабинска пассажирский поезд вёл паровоз ИС20-612 («Иосиф Сталин») под управлением опытного машиниста Николая Зиновьева из локомотивного депо Новосибирск. Для пропуска курьерского состава на станции Чик грузовой поезд был поставлен на боковой путь, а после проследования поезда № 6 отправлен за ним следом.

### Крушение

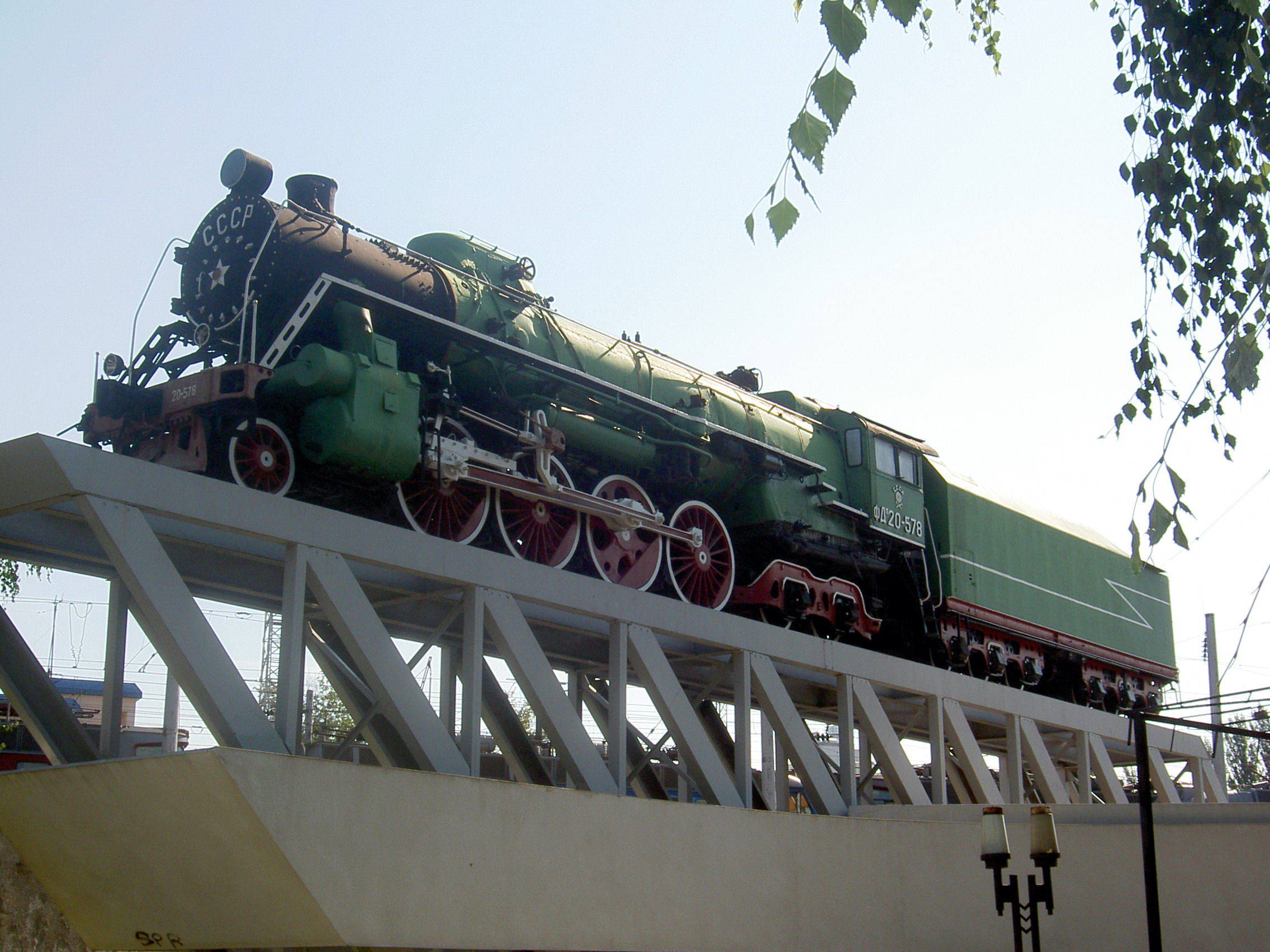
Паровоз ИС20

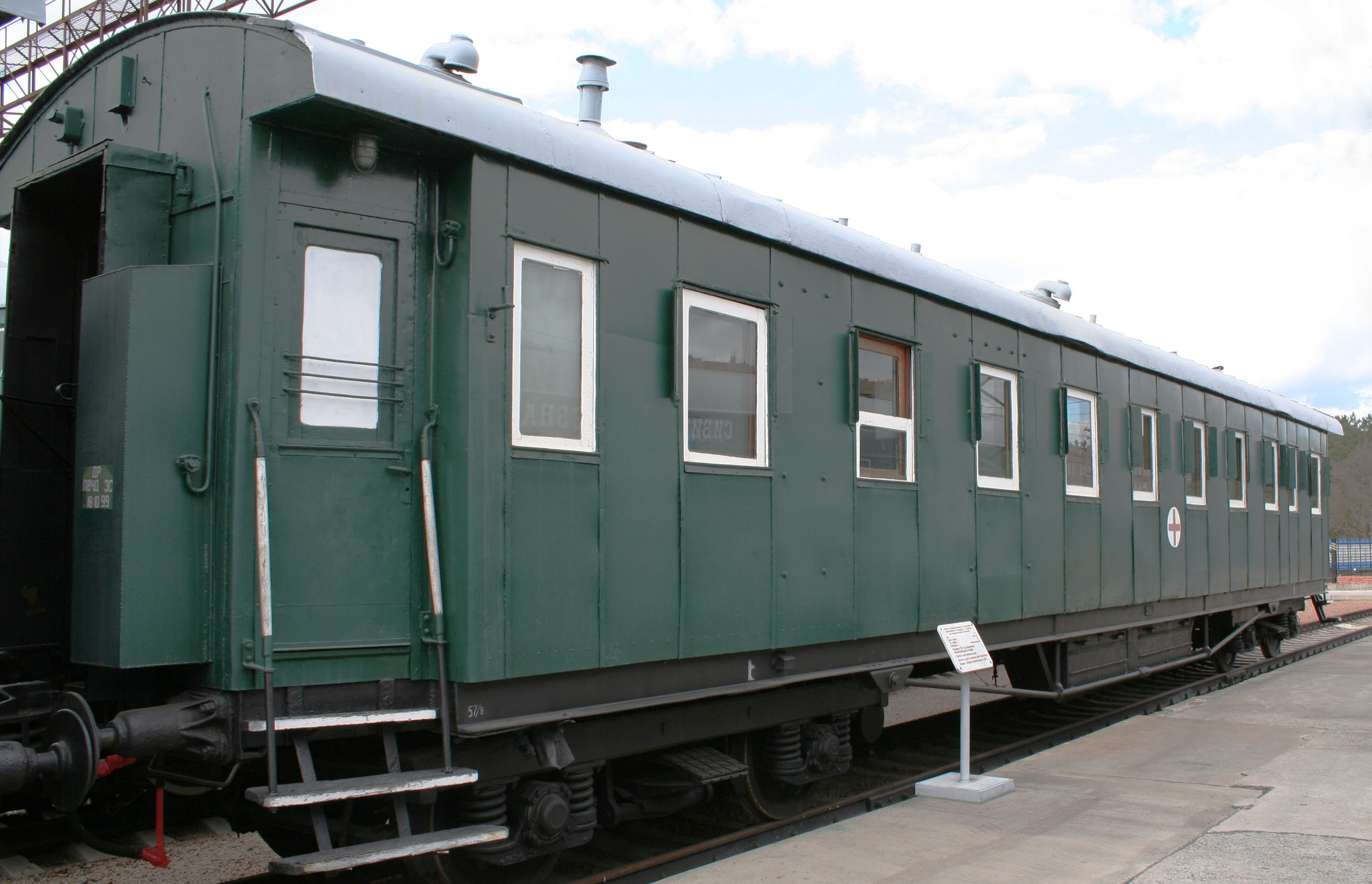
Пассажирский вагон первой половины XX века

К тому времени со станции Инская на станцию Кривощёково (ныне Новосибирск-Западный) уже был отправлен вывозной поезд. Он следовал до станции Обь (27,5 км от Инской и 14 км от Новосибирска), на которой локомотив перецепляли с головы в хвост, а затем состав двигался в обратную сторону, но уже на станцию Кривощёково. Перецепка локомотива на сей раз задержалась, поэтому дежурный по станции был вынужден перекрыть входной светофор для осуществления манёвров с вывозным поездом. По этой причине курьерский поезд остановился у входного светофора с запрещающим показанием. Тем временем ведомый машинистом Скулкиным состав, отправившись следом за курьерским, уже преодолел идущий после станции Чик небольшой подъём и выехал на спуск, ведущий к станции Обь. По местному времени было 3 часа ночи, а локомотивная бригада грузового поезда работала непрерывно уже 18 часов. Когда состав выехал на спуск, то его ход уже поддерживался за счёт силы тяжести, поэтому уставшая бригада утратила бдительность и уснула. Через несколько минут фактически никем не управляемый грузовой поезд на скорости около 50 км/ч врезался в хвост курьерского. Вагоны с деревянной обшивкой и лёгким стальным каркасом ломались под тяжёлым паровозом, а часть выбросило на соседний первый путь, где в них врезался встречный поезд. Огонь из работающих из-за мороза печек перекинулся на доски обшивки, что вызвало пожар. Ехавший следом другой порожний состав успел остановиться перед красным сигналом.

### Разбор обломков
В курьерском поезде были разрушены практически все пассажирские вагоны, уцелели только паровоз и идущий за ним багажный вагон. Выжившие замерзали на морозе, температура составляла около −40°С. Первыми на помощь прибыли курсанты из находившегося неподалёку лётного училища. На ликвидацию последствий крушения были брошены пожарный и санитарный поезда, а также восстановительные поезда из Новосибирска, Инской и Чулымской. Также в помощь были отправлены люди из ближайших станций и управления дороги. Сильно осложнялось тушение пожара, так как из-за сильного мороза вода замерзала в рукавах. Раненых помещали в расположенную неподалёку военную казарму, а часть на машинах увозили в городские больницы.

## Расследование
Крушение фактически парализовало движение на Транссибирской магистрали. При расследовании катастрофы международного курьерского поезда № 6 было арестовано 45 человек, в том числе локомотивная бригада Скулкина, стрелочники, поездной диспетчер, дежурный по станции Обь, начальник локомотивного отдела Инского отделения Томской железной дороги, дежурный по Новосибирскому отделению. Позднее в Новосибирске прошло оперативное совещание по разбору обстоятельств катастрофы. В итоге под суд попали 20 человек, причём машинисту Скулкину и помощнику Егорову за сон на работе грозила смертная казнь. Для разбора ситуации из Москвы была направлена комиссия, которую по личному указанию Сталина возглавил Николай Синегубов — вице-генерал-директор путей сообщения 2-го ранга и заместитель министра, в будущем главный ревизор по безопасности движения. Ещё одна комиссия с целью выяснения задержек в движении была направлена на станцию Чулымская, которая тогда была пограничной между двумя дорогами: Омской и Томской. Там же в Чулымской Синегубов провёл первое совещание с командным составом обеих дорог, после чего выехал в Новосибирск. В городе заместитель министра прежде всего посетил дом машиниста Скулкина, где увидел ужасную нищету: в доме было холодно до такой степени, что замёрзла вода в питьевой бочке, жена машиниста лежала с туберкулёзом, а у едва тёплой печки двое детей 4 и 6 лет рылись в золе. Выйдя из дома, Синегубов сразу распорядился освободить всю локомотивную бригаду.

## Последствия
Крушение в Оби не было решающим, но оно стало одним из тех, которые показали неэффективность существующей тогда организации труда на железнодорожном транспорте. Крушения в то время не были редкостью, очень частыми были проезды красных сигналов по причине усталости локомотивных бригад. В результате была значительно сокращена продолжительность рабочих смен до 12, а в ряде случаев до 8 часов, при одновременном повышении зарплат железнодорожникам на 20 %. На ряде станций ввели дополнительные подменные пункты (например, на участке Новосибирск — Чулымская пункт был на станции Дупленская), оборудованные душевыми, которые были ликвидированы с переводом направлений на электровозную тягу. Были также реабилитированы локомотивные бригады, которые допустили крушения по причине нахождения на работе более 12 часов. Помимо улучшения условий труда, началось масштабное внедрение систем безопасности, включая автостоп, АЛС, а также локомотивный скоростемер с записью основных поездных параметров. Иногда крушение в Оби связывают с появлением приказа № 2164 «О неблагополучном положении с безопасностью движения и о мерах по укреплению дисциплины на железнодорожном транспорте», хотя на самом деле этот приказ вышел 25 июня 1951 года (отменён постановлением № 678 от 25 сентября 1971 года).

## Схожие крушения
Ранее в марте того же года на Кругобайкальской железной дороге в Иркутской области произошло схожее крушение, когда из-за усталости локомотивной бригады был допущен проезд грузовым поездом запрещающего сигнала и столкновение с хвостом шедшего впереди пассажирского поезда.